# Паркханг
Паркханг (тиб. སྡེ་དགེ་པར་ཁང་, sde dge par khang) — буддийский монастырь школы Сакья, специализирующийся на книгопечатании, подчинён монастырю Гонгчен. Расположен в городе Деге в Гардзе-Тибетском автономном округе в провинции Сычуань в Китае. Называется также Деге Паркханг, используются также транскрипции Баркханг, Баконг,  Иньцзин Юань .
Паркханг (Храм печати сутр) — знаменательный тибетский культурный центр. Деге раньше было самостоятельным королевством (Королевство Деге) и относилось к тибетской провинции Кам. В Паркханге сохранилась до сих пор традиция печати и сохранения тибетской литературы. В архивах Паркханга хранится самая большая в мире коллекция деревянных матриц для печати.

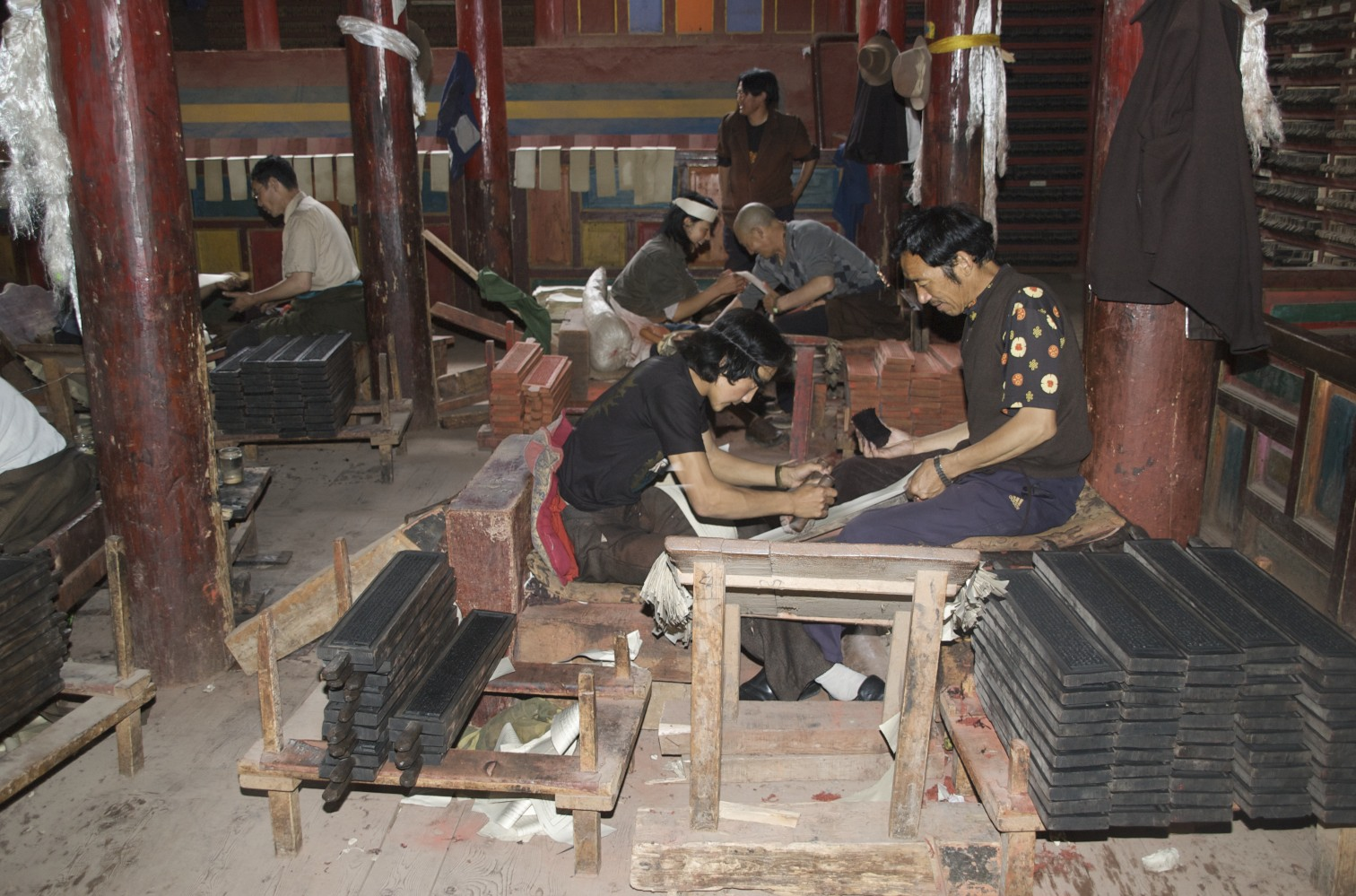
Буддийская типография Паркханг в Деге

Монастырь Гонгчен основал Тангтонг Гьялпо (1385-1464).
Типографию Паркханг построил в 1729 году Донгба Церен, XIV король Дэгэ (1678—1739). Здесь стали печататься многочисленные сутры, производиться тангки, печататься сочинения по истории, технологии, медицине, биографические описания и художественная литература. До сих пор книги печатают по традиционной технологии, существующей 300 лет — оттисками с деревянных матриц. Для выделения красным цветом текста и иллюстраций используется киноварь.. Один рабочий за минуту может отпечатать вручную от восьми до пятнадцати страниц,  а в день — 2500 страниц текста. Деревянные матрицы для оттисков вырезаются вручную. Тридцать рабочих-печатников работают парами — один наносит краску на деревянный пресс, очищая его после печати, а другой подаёт рулон бумаги, при этом слова Будды, выделяемые красной краской, готовятся заранее.
При типографии хранится двести тысяч деревянных матриц для книг, при этом 70% всего наследия тибетской литературы содержится на этих матрицах..

## История
Историю типографии Паркханг нельзя отделить от истории королевства Деге. Династия возникла от легендарного основателя в VIII веке. Королевство стало укреплять институты  буддизма, стараясь поддерживать хорошие отношения с Тибетом и Китаем. Только в XIX веке королевская династия ослабла, что привело к существенной потере самостоятельности в начале XX века . К 1950 году, когда Тибет заняли китайские коммунисты, власть короля была чисто номинальной.
Типография Паркханг пережила три кризиса. В середине XIX века удалось избежать разрушения, которое готовил Гонпо Намньял. В начале XX века, когда разразилась междоусобная война со вмешательством китайской и тибетской армии, типографии тоже удалось сохраниться. При господстве коммунистов, и особенно во времена культурной революции, Паркханг смог уцелеть, однако типографская деятельность прекратилась. Только в начале 1980-х годов, после перерыва в 25 лет, возобновилось издательство сутр и тибетских книг, которые стали поставляться в Тибет, Китай и заграничные тибетские общины, а также в публичную библиотеку Нью-Йорка.
Директор Паркханга Цеванг Джирме Ринпоче сказал, что Паркханг — это не исторический музей, а живой центр по книгопечатанию. Сам храм получил в Китае с пятидесятых годов статус исторического памятника. Хотя Паркханг приобрёл известность за границей, за счёт удалённости и труднодоступности (несколько суток на автобусе от Чэнду) храм посещают немного туристов.